# LGBT en Oklahoma
Pour un article plus général, voir LGBT aux États-Unis.
 (juillet 2025).

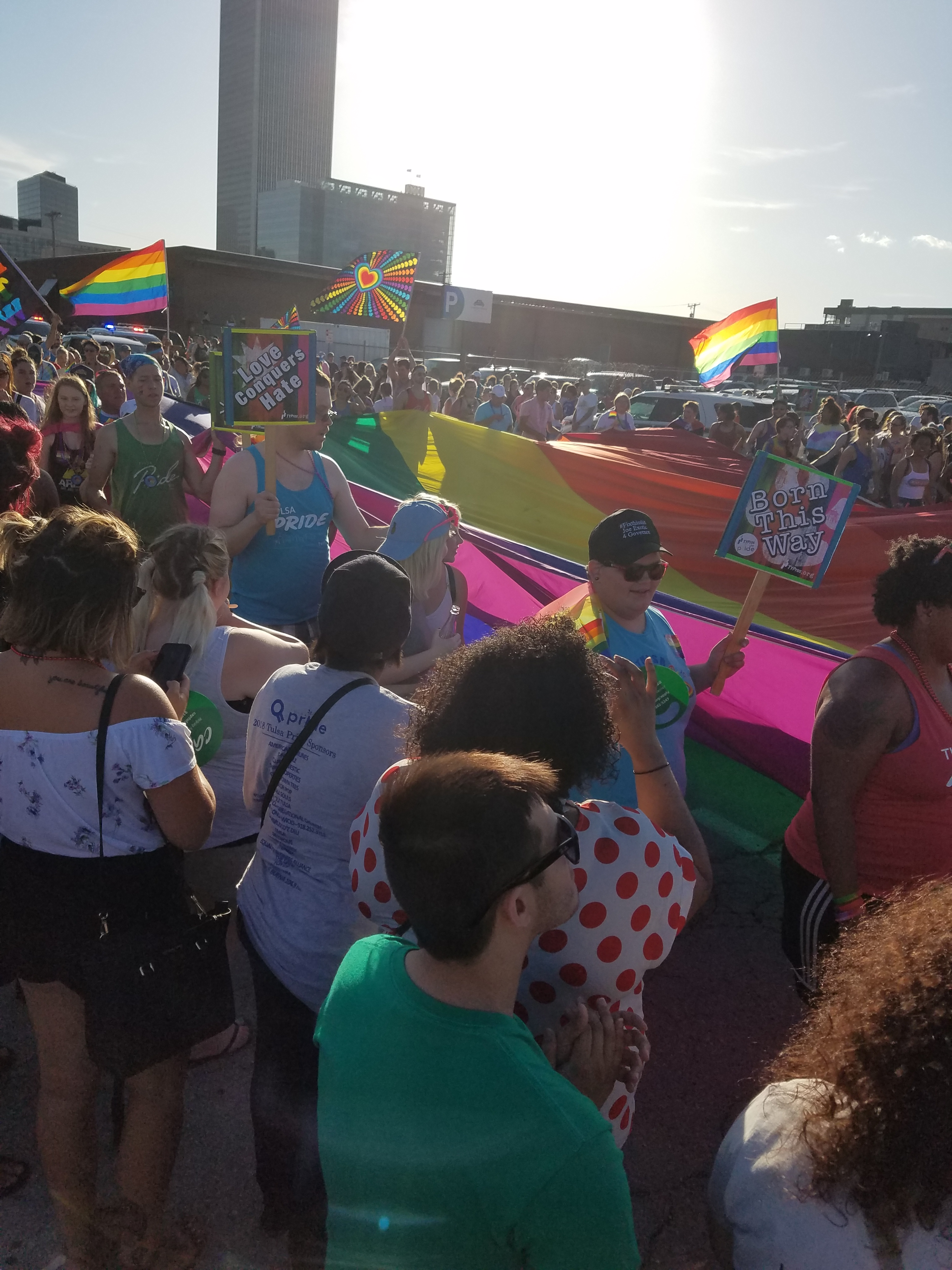
Défilé de la fierté LGBTQIA+ à Tulsa, 2018

La situation des personnes lesbiennes, gays, bisexuelles et transgenres (LGBT+) dans l’État américain de l’Oklahoma est marquée par des défis juridiques et sociaux. Les relations sexuelles entre personnes de même sexe sont légales en Oklahoma à la suite de la décision de la Cour suprême des États-Unis dans l'affaire Lawrence contre Texas, bien que la législature de l'État n'ait pas abrogé ses lois sur la sodomie. Le mariage entre personnes de même sexe et l’adoption homoparentale sont autorisés depuis octobre 2014. Les lois des États n'interdisent pas la discrimination fondée sur l'orientation sexuelle ou l'identité de genre; cependant, la décision de la Cour suprême des États-Unis dans l'affaire Bostock c. Clayton County a établi que la discrimination à l'emploi à l'encontre des personnes LGBTQIA+ est illégale. Cette pratique peut encore se poursuivre, car l'Oklahoma est un État où l'emploi est à volonté et il est toujours légal de licencier un employé sans exiger que l'employeur divulgue une quelconque raison.

## Histoire et légalité des relations sexuelles entre personnes de même sexe
Avant la colonisation européenne, plusieurs tribus amérindiennes peuplaient la région. Ces peuples avaient des perceptions du genre et de la sexualité très différentes de celles du monde occidental. Les tribus déplacées de force en Oklahoma avaient ou avaient également de telles perceptions. Les individus de corps masculin qui agissent, se comportent et s'habillent comme des femmes sont connus sous le nom de haxu'xan chez les Arapahos, he'émáné'e chez les Cheyennes, kúsaat chez les Pawnee et m'netokwe chez les Potawatomi, tandis que les individus de corps féminin qui agissent et vivent comme des hommes sont appelés hetanémáné'e chez les Cheyennes. Ces individus, aujourd'hui également appelés « bispirituels », étaient traditionnellement considérés comme surnaturels et bénis par les esprits. Dans la langue omaha-ponca, parlée par les peuples Ponca et Omaha, le terme mix'uga désigne les personnes intersexuées ou transgenres. Littéralement, ce terme signifie « instruit par la lune ». Des termes similaires existent dans la langue chiwere, parlée historiquement par les peuples Missouria, Otoe et Iowa, où il est mixo'ge, et dans la langue kansa, aujourd'hui disparue, où il est míⁿxoge.[citation nécessaire]
Dès sa création en 1890, le territoire de l'Oklahoma s'est doté du code pénal et de la common law du Nebraska, punissant la sodomie (« crime contre nature »), qu'elle soit hétérosexuelle ou homosexuelle, d'une peine pouvant aller jusqu'à un an d'emprisonnement. La même année, l'Assemblée territoriale de l'Oklahoma a adopté une loi criminalisant la sodomie, passible d'une peine pouvant aller jusqu'à dix ans d'emprisonnement. Le crime était considéré comme complet dès la pénétration. La loi s'appliquait aux adultes consentants et aux couples mariés. Le premier cas de sodomie recensé remonte à 1917, lorsqu'un juge, dans l'affaire Ex Parte DeFord, a statué que la fellation (sexe oral) violait la loi sur la sodomie. De même, dans l'affaire Roberts v. State de 1935, la Cour d'appel pénale de l'Oklahoma a jugé que le cunnilingus constituait une violation de la loi. En 1943, dans l'affaire LeFavour v. State, la même cour a rejeté les arguments selon lesquels la loi sur la sodomie ne s'appliquait qu'aux personnes de même sexe, confirmant son application universelle, sans distinction de sexe ou d'orientation sexuelle.
L'une des rares affaires judiciaires traitant de relations lesbiennes a eu lieu en 1971, dans l'affaire Warner et al v. State. Dans cette affaire, un couple marié a été reconnu coupable d'avoir forcé une femme d'Oklahoma City à avoir des relations sexuelles orales avec chacun d'eux. La Cour d'appel pénale a expressément souligné que ces relations constituaient une violation de la loi sur la sodomie. En 1973, dans l'affaire Canfield v. State, la Cour d'appel pénale a confirmé, par deux voix contre une, la condamnation et la peine de 15 ans de prison de Kenneth Canfield pour sodomie consentie. La cour a rejeté les arguments selon lesquels la loi constituait une atteinte inconstitutionnelle à la vie privée. Dans l'affaire Post v. State (1986), la cour a statué que la loi sur la sodomie ne pouvait s'appliquer aux relations hétérosexuelles privées et consenties entre adultes. La cour n'a pas abordé la question des relations homosexuelles dans son arrêt. En 1990, la cour a statué, dans l'affaire Virgin v. State, que l'insertion d'un seul doigt dans le rectum ne constituait pas une pénétration.
En 1997, l'Assemblée législative de l'Oklahoma a révisé certaines parties de la loi sur la sodomie, réduisant la peine à deux ans d'emprisonnement et une amende de 1 000 dollars américains, ou les deux. Cette loi a été de courte durée; en 1999, une nouvelle loi a rendu la sodomie entre personnes de même sexe passible d'une peine pouvant aller jusqu'à 20 ans de prison.
Les relations sexuelles entre personnes de même sexe sont légales en Oklahoma depuis 2003, date à laquelle la Cour suprême des États-Unis a invalidé toutes les lois étatiques sur la sodomie dans son arrêt Lawrence v. Texas.

## Reconnaissance des relations entre personnes de même sexe
En avril 2004, le Sénat de l'Oklahoma, par 38 voix contre 7, et la Chambre des représentants de l'Oklahoma, par 92 voix contre 4, ont approuvé l'interdiction constitutionnelle du mariage homosexuel. Le 2 novembre 2004, les électeurs de l'Oklahoma ont approuvé la question 711 de l'Oklahoma, un amendement constitutionnel interdisant le mariage homosexuel et interdisant « toute possibilité juridique de mariage homosexuel aux couples ou groupes non mariés »,. Le 14 janvier 2014, le juge Terence C. Kern, de la Cour de district des États-Unis pour le district nord de l'Oklahoma, a déclaré la question 711 inconstitutionnelle. L'affaire Bishop v. United States (anciennement Bishop v. Oklahoma) a été suspendue dans l'attente de l'appel. Un panel de trois juges de la Cour d'appel du dixième circuit a entendu les plaidoiries dans l'affaire Bishop le 17 avril 2014 et a confirmé la décision de la Cour de district le 18 juillet.
Le 6 octobre 2014, la Cour suprême des États-Unis a rejeté l'appel interjeté par l'Oklahoma, qui rétablissait la décision du tribunal de district déclarant inconstitutionnelle l'interdiction du mariage entre personnes de même sexe dans l'État. À la suite de ce rejet, le greffe du tribunal du comté d'Oklahoma et d'autres instances de l'État ont commencé à délivrer des certificats de mariage aux couples de même sexe.

## Adoption et parentalité

### Adoption
L'Oklahoma autorise l'adoption par un couple ou un adulte non marié sans distinction d'orientation sexuelle.
En août 2007, des années avant que l'Oklahoma n'autorise le mariage homosexuel, la Cour d'appel du dixième circuit a ordonné, dans l'affaire Finstuen v. Crutcher, à l'Oklahoma de reconnaître une adoption homoparentale. L'enfant était né en Oklahoma et les parents s'étaient mariés ailleurs. La cour a ordonné à l'Oklahoma de délivrer un certificat de naissance révisé attestant de la présence des deux parents adoptifs.
La loi de l'Oklahoma autorise les agences d'adoption à choisir de ne pas placer d'enfants dans certains foyers si cela « violerait les convictions ou politiques religieuses ou morales écrites de l'agence ».

### Traitements de fertilité
Les couples lesbiens peuvent accéder aux traitements de fertilité et à la fécondation in vitro. Officiellement, lorsqu'un enfant naît par insémination artificielle avec donneur et que les parents sont mariés, la loi de l'État reconnaît la mère non génétique et non gestationnelle comme parent légal. Cependant, en 2023, un juge de district de l'Oklahoma a accordé l'autorité parentale à un donneur de sperme et l'a retirée à l'ex-conjoint de la femme. L'épouse de la mère n'était pas mentionnée dans le contrat avec le donneur de sperme et n'avait pas adopté l'enfant. Cependant, elle était mariée à la mère au moment de la naissance de l'enfant et son nom figurait sur l'acte de naissance.
Bien qu'il n'existe pas de loi spécifique sur la maternité de substitution en Oklahoma, les tribunaux reconnaissent la validité juridique des contrats de maternité de substitution (gestationnelle ou traditionnelle), quel que soit le sexe des partenaires. Un contrat traditionnel peut accroître le risque de conflit juridique ou de litige.

## Thérapie de conversion
À Norman, la thérapie de conversion est interdite depuis juillet 2021, ce qui en fait la première ville de l'Oklahoma à interdire la thérapie de conversion.

## Loi sur les crimes haineux
La loi de l’État ne traite pas des crimes haineux fondés sur l’identité de genre ou l’orientation sexuelle. Cependant, depuis la promulgation de la loi Matthew Shepard et James Byrd, Jr. sur la prévention des crimes haineux en octobre 2009, la loi fédérale prévoit des sanctions supplémentaires pour les crimes motivés par l'orientation sexuelle ou l'identité de genre, réelle ou perçue, de la victime. Les crimes haineux contre les personnes LGBT+ peuvent être poursuivis devant un tribunal fédéral.

## Droits des transgenres
Les droits des personnes transgenres en Oklahoma sont restés largement ignorés jusqu'à l'élection de Kevin Stitt au poste de gouverneur de l'Oklahoma. Depuis son entrée en fonction en 2019, il n'a cessé de s'opposer à ces droits.

### Définition du sexe légal
En août 2023, Stitt a promulgué un décret exécutif « définissant explicitement le sexe masculin et le sexe féminin comme des sexes biologiques attribués à la naissance ». Ceci s'applique à toutes les fins étatiques et légales, y compris l'utilisation des toilettes et des vestiaires dans les installations publiques, la pratique de sports, la vie dans des refuges pour victimes de violence domestique, la réception d'aide des centres d'aide aux victimes de viol, l'incarcération et la collecte de statistiques,,.

### Documents d'identité
Auparavant, le Bureau de l'état civil modifiait la mention sur l'acte de naissance d'une personne transgenre sur décision de justice. Les personnes transgenres de l'Oklahoma pouvaient également modifier la mention de genre sur leur permis de conduire en soumettant au Département de la Sécurité publique une attestation notariée d'un médecin confirmant qu'elles avaient subi une transition « permanente et irréversible ».
En octobre 2021, l'Oklahoma est devenu le 14e État américain à autoriser une « option non binaire » sur un certificat de naissance par une décision de justice résultant d'affaire Kit Vivien Loreleid v. Oklahoma State Department of Health,.
En novembre 2021, le gouverneur Stitt a signé un décret exécutif qui empêchait le ministère de la Santé de l'État de l'Oklahoma d'apporter toute modification au marqueur de genre sur un certificat de naissance.
En avril 2022, l'Assemblée législative de l'Oklahoma a adopté le projet de loi 1100 du Sénat, autorisant uniquement l'inscription explicite d'un marqueur de sexe masculin ou féminin sur les actes de naissance délivrés en Oklahoma, et interdisant également « tout autre marqueur de sexe ». Le gouverneur de l'Oklahoma a promulgué ce projet de loi, qui entre en vigueur immédiatement, avec une « clause d'urgence »,,.

### Athlétisme
En mars 2022, Stitt a signé un projet de loi adopté par la législature de l'Oklahoma, empêchant les femmes et les filles transgenres de concourir dans les équipes sportives féminines et féminines des écoles publiques et des universités,.

### Soins de santé
En avril 2023, l'Assemblée législative de l'Oklahoma a adopté un projet de loi interdisant explicitement toute pratique médicale affirmative sur les mineurs. Le gouverneur Stitt a promulgué ce texte en mai 2023, faisant de l'Oklahoma le 16e État à restreindre ces soins pour les mineurs,,,. En octobre 2023, un juge a refusé d'empêcher son entrée en vigueur.
En février 2023, la Chambre de l'Oklahoma a adopté un projet de loi visant à interdire à toute entité recevant un financement public de fournir ou de permettre à ses membres de fournir des soins de santé affirmant le genre à une personne transgenre de tout âge, et à interdire aux assureurs de les couvrir, tout en interdisant totalement ces soins aux mineurs,. Cependant, ce projet de loi n’a pas été voté par le Sénat lors de la session législative de 2023 et n’est donc pas devenu loi.
En octobre 2022, Stitt a signé un projet de loi qui a été adopté par la législature de l'Oklahoma et qui interdira légalement tout financement gouvernemental des hôpitaux de l'Oklahoma - qui fournissent des « services de transition de genre » aux mineurs (de manière similaire à l'interdiction du financement gouvernemental des avortements dans les hôpitaux de l'Oklahoma depuis 1997).

### Conditions de vie
En 2018, une école locale d'Achille a dû fermer pendant quelques jours pour des raisons de sécurité après qu'une élève transgenre de 12 ans a reçu des menaces de mort et des menaces de mutilation, de fouet et de castration de la part des parents de ses camarades de classe.

## Liberté d'expression

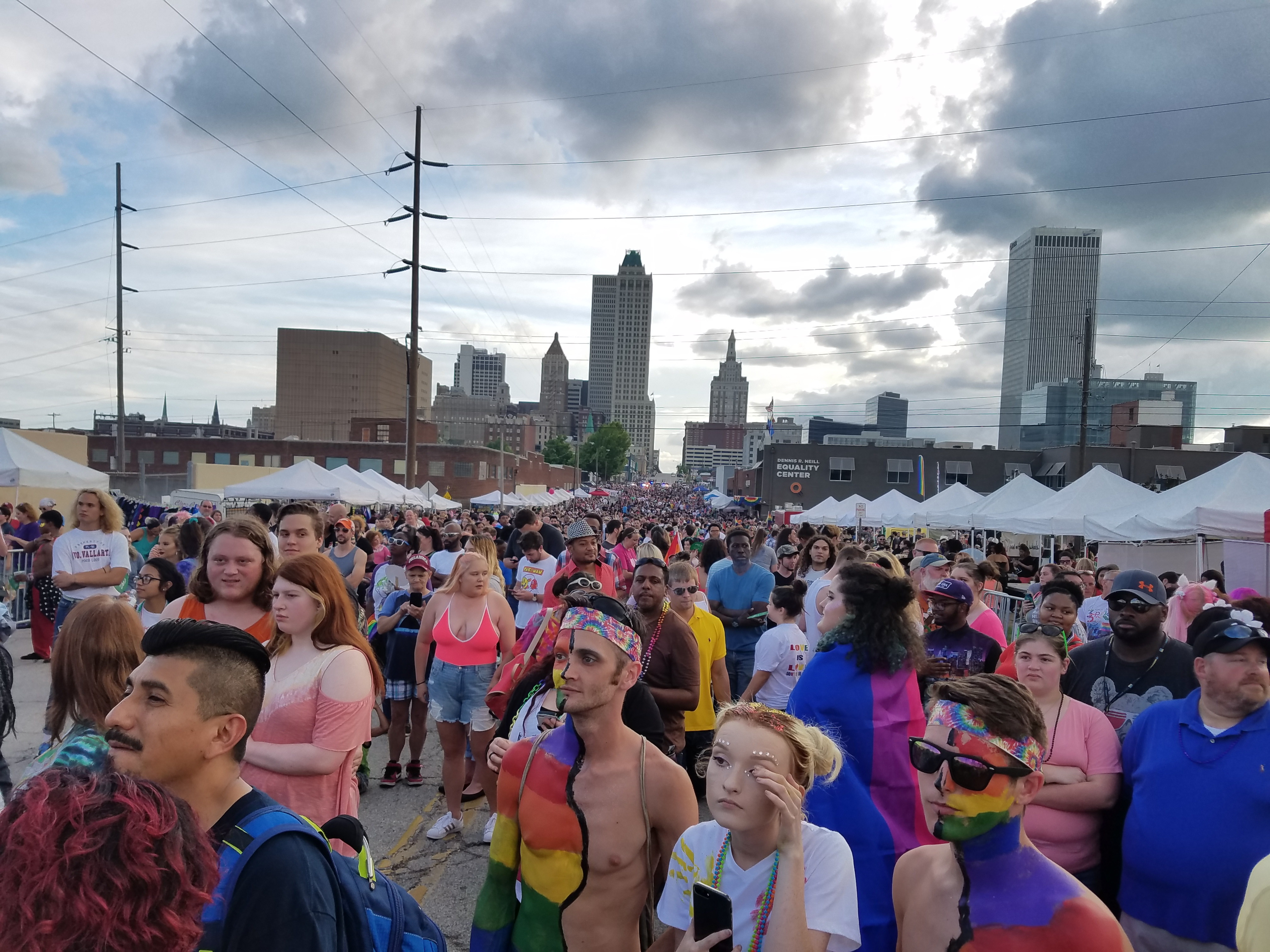
Tulsa Pride 2017

### Loi contre la promotion de l'homosexualité
L'Oklahoma a mis en place une loi interdisant la « promotion de l'homosexualité » dans les écoles et qui exige que l'éducation liée au VIH enseigne aux élèves que le fait de ne pas « s'engager dans une activité homosexuelle » empêche la propagation du virus du VIH.

### Interdiction de la formation à la diversité
En avril 2021, l'Assemblée législative de l'Oklahoma a adopté un projet de loi interdisant toute formation à la diversité. Le gouverneur de l'Oklahoma, Kevin Stitt, a promulgué ce projet de loi, qui entre en vigueur immédiatement,.

### Universités publiques
Fin 2021, le sénateur Rob Standridge a présenté un projet de loi (SB 1141) qui permettrait aux étudiants des universités publiques d'éviter tout cours « abordant toute forme de diversité, d'égalité ou d'inclusion de genre, de sexualité ou de race » (comme le précise le communiqué de presse du Sénat de l'Oklahoma), sauf si ce cours est obligatoire pour leur majeure. M. Standridge a affirmé que les établissements « tentent d'endoctriner les étudiants ».

## Garde nationale de l'Oklahoma
Un projet de loi visant à instaurer dans la Garde nationale de l'Oklahoma une version locale de la politique fédérale « Don't ask, don't tell » (DADT), qui interdisait auparavant aux homosexuels, lesbiennes et bisexuels de servir ouvertement dans l'armée américaine, a été proposé en janvier 2012 et retiré en février.
À la suite de la décision de la Cour suprême des États-Unis dans l'affaire United States v. Windsor en juin 2013, invalidant l'article 3 de la Defense of Marriage Act, le Département de la Défense des États-Unis a émis des directives exigeant que les unités d'État de la Garde nationale inscrivent les conjoints de même sexe de leurs membres aux programmes d'aide sociale fédéraux. Les responsables de la Garde nationale de l'Oklahoma ont inscrit certains couples de même sexe jusqu'au 5 septembre 2013, date à laquelle le gouverneur Fallin a ordonné la fin de cette pratique. Le secrétaire à la Défense Chuck Hagel a déclaré le 31 octobre qu'il insisterait sur le respect des règles. Le 6 novembre, Fallin a annoncé que les membres de la Garde nationale de l'Oklahoma pourraient demander des prestations pour les partenaires de même sexe dans les installations des ONG appartenant au gouvernement fédéral, où la plupart des employés sont des employés fédéraux, et dans les installations militaires fédérales. Lorsque les responsables du ministère de la Défense se sont opposés à ce plan, Fallin a ordonné que tous les couples mariés, de sexe opposé ou de même sexe, soient tenus de faire traiter leurs demandes de prestations dans ces établissements.[citation nécessaire]

## Opinion publique
Un sondage réalisé en 2022 par le Public Religion Research Institute (PRRI) a révélé que 54% des habitants de l'Oklahoma étaient favorables au mariage homosexuel, tandis que 44% y étaient opposés. 2% étaient indécis. De plus, 65 % soutenaient une loi anti-discrimination couvrant l'orientation sexuelle et l'identité de genre. 30% y étaient opposés. Le PRRI a également constaté que 40 % étaient opposés à ce que les établissements publics puissent refuser de servir les personnes LGBT+ en raison de leurs convictions religieuses, tandis que 50% soutenaient ces refus pour des raisons religieuses.
| Source du sondage                  | Date(s) d'administration       | Taille de l'échantillon | Marge d'erreur | % soutien | % opposition | %pas d'opinion |
| ---------------------------------- | ------------------------------ | ----------------------- | -------------- | --------- | ------------ | -------------- |
| Public Religion Research Institute | 2 janvier - 30 décembre 2019   | 573                     | ?              | 63%       | 27%          | 10%            |
| Public Religion Research Institute | 3 janvier - 30 décembre 2018   | 652                     | ?              | 62%       | 29%          | 9%             |
| Public Religion Research Institute | 5 avril - 23 décembre 2017     | 794                     | ?              | 64%       | 25%          | 11%            |
| Public Religion Research Institute | 29 avril 2015 - 7 janvier 2016 | 1,038                   | ?              | 60%       | 36%          | 4%             |

## Tableau récapitulatif des droits reconnus par la loi
| L'activité sexuelle entre personnes de même sexe est légale                                                                                      | (De facto légal depuis 2003. L'État dispose toujours d'une loi anti-sodomie, mais elle est inapplicable.)                  |
| Âge égal du consentement | Yes |
| Lois anti-discrimination fondées sur l'orientation sexuelle                                                                                      | / (En emploi depuis 2020, pas dans un logement ni dans un lieu d'hébergement public)                                       |
| Lois anti-discrimination en matière d'identité de genre                                                                                          | / (En emploi depuis 2020, pas dans un logement ni dans un lieu d'hébergement public)                                       |
| Mariages entre personnes de même genre | / (Depuis 2014, mais explicitement interdit dans plusieurs réserves amérindiennes)                                         |
| Adoption homoparentale | (Depuis 2014) |
| Les personnes lesbiennes, gays et bisexuelles sont autorisées à servir ouvertement dans l'armée                                                  | (Depuis 2011) |
| Les personnes transgenres autorisées à servir ouvertement dans l'armée                                                                           | (Interdit depuis 2025,) |
| Les personnes intersexuées autorisées à servir ouvertement dans l'armée                                                                          | (La politique actuelle du ministère de la Défense interdit aux « hermaphrodites » de servir ou de s'enrôler dans l'armée.) |
| Les thérapies de conversion interdites aux mineurs                                                                                               | / (Ville de Norman uniquement)                                                                                             |
| Droit de changer de genre légal et option non binaire sur les documents (par exemple sur les certificats de naissance et les permis de conduire) | / (Non sur l'acte de naissance, oui sur le permis de conduire)                                                             |
| Accès à la FIV pour les couples lesbiens | Yes |
| La maternité de substitution est légale pour les couples homosexuels masculins                                                                   | Yes |
| Les HSH autorisés à donner leur sang | / (Depuis 2020 ; période de report de 3 mois)                                                                              |